# Вејар
Вејар (словен. Vejar) је насељено место у општини Требње, регија Југоисточна Словенија, Словенија.

## Историја
До територијалне реорганизације у Словенији био је у саставу старе општине Требње. Као самостално насељено место Вејар постоји од 2014. године. Настао је издвајањем дела В Блатих из насеља Худеје у циљу побољшања услова живота ромске националне заједнице у Словенији.

## Становништво
У попису становништва из 2011. године, Вејар је био у саставу насеља Худеје, те нема података о броју становника. Године 2018. у насељу је живело 266 становника.